# Liste der Baudenkmale in Rhauderfehn
Die Liste der Baudenkmale in Rhauderfehn enthält die nach dem Niedersächsischen Denkmalschutzgesetz geschützten Baudenkmale in der ostfriesischen Gemeinde Rhauderfehn.
Grundlage ist die veröffentlichte Denkmalliste des Landkreises (Stand: 25. Juli 2016).
Baudenkmale sind „im Sinne des Gesetzes Bodendenkmale, bewegliche Denkmale und Denkmale der Erdgeschichte.“

## Backemoor
| Bild           | Bezeichnung                                  | Lage                                                                   | Beschreibung | Bauzeit                       | Eingetragen seit | Denkmal- nummer  |
| -------------- | -------------------------------------------- | ---------------------------------------------------------------------- | --- | ----------------------------- | ---------------- | ---------------- |
| weitere Bilder | Gulfhaus (Gulfhaus)                          | Backemoor Backemoorer Straße 80 Flurstück: 031816-006-00065/001 Karte  | Gulfhaus (Gulfhaus) Kleines Gulfhaus. Eingeschossiger Wohnteil mit (erneuerten) Blockrahmenfenstern. Erbaut Mitte 19. Jahrhundert; Wirtschaftsgiebel um 1900. Bedeutung: historisch, wissenschaftlich; wesentliche Begründung: 1.06 geschichtliche Bedeutung aufgrund des Zeugnis- und Schauwertes durch beispielhafte Ausprägung eines Stils und / oder Gebäudetypus; Einzeldenkmal gemäß § 3.2 NDSchG | Mitte 19. Jahrhundert/um 1900 |                  | 457018.00037     |
| weitere Bilder | Gulfhaus (Gulfhaus)                          | Backemoor Backemoorer Straße 109 Flurstück: 031816-006-00145/002 Karte | Gulfhaus (Gulfhaus) eingeschossiger Wohnteil mit Giebelkamin, Gesimsgliederung und Fensterverdachungen. Erbaut Ende 19. Jahrhundert; Bedeutung: historisch, wissenschaftlich; wesentliche Begründung: 1.06 geschichtliche Bedeutung aufgrund des Zeugnis- und Schauwertes durch beispielhafte Ausprägung eines Stils und / oder Gebäudetypus; Einzeldenkmal gemäß § 3.2 NDSchG | Ende 19. Jahrhundert          |                  | 457018.00044     |
| weitere Bilder | Gulfhaus (Küsterei [Gulfhaus])               | Backemoor Feldhörnstraße 48 Flurstück: 031816-006-00159/003 Karte      | Gulfhaus (Küsterei [Gulfhaus]) Kleines Gulfhaus. Eingeschossiger Wohnteil mit Blockrahmenfenstern. Datiert 1839; Bedeutung: historisch, wissenschaftlich, städtebaulich; wesentliche Begründung: 1.06 geschichtliche Bedeutung aufgrund des Zeugnis- und Schauwertes durch beispielhafte Ausprägung eines Stils und / oder Gebäudetypus; Gruppe gemäß § 3.3 NDSchG; in Gruppe baulicher Anlagen: 457018Gr0004 | 1839                          |                  | 45701800041      |
| weitere Bilder | Gulfhaus (Gulfhaus)                          | Backemoor Feldhörnstraße 50 Flurstück: 031816-006-00156/004 Karte      | Gulfhaus (Gulfhaus) eingeschossiger Wohnteil. Gliederung durch Gesimse, Ecklisenen und Fensterverdachungen. Datiert 1873/1893; Bedeutung: historisch, wissenschaftlich, städtebaulich; wesentliche Begründung: 1.06 geschichtliche Bedeutung aufgrund des Zeugnis- und Schauwertes durch beispielhafte Ausprägung eines Stils und / oder Gebäudetypus; Gruppe gemäß § 3.3 NDSchG; in Gruppe baulicher Anlagen: 457018Gr0004 | 1873/1893                     |                  | 45701800042      |
| weitere Bilder | Friedhof                                     | Backemoor Groot Karkweg Flurstück: 031816-006-00163/001 Karte          | Friedhof mit: Hecke, Baumreihe (Allee), Grabsteine, Pforten; Kirche auf kreisförmigem, von Hecke, Baumreihe und Pforten begrenztem Friedhof mit älteren Grabsteinen; Bedeutung: historisch, wissenschaftlich, städtebaulich; wesentliche Begründung: 4.2; konstituierender Bestandteil einer Gruppe gemäß § 3.3 NDSchG; in Gruppe baulicher Anlagen: 457018Gr0004 |                               |                  | 457018.00038M001 |
| weitere Bilder | Wohnhaus (Pfarrhaus)                         | Backemoor Groot Karkweg 10 Flurstück: 031816-006-00154/001 Karte       | Wohnhaus (Pfarrhaus) eingeschossiger Ziegelbau. Giebel mit Dreiecksmauerung. 1806; Bedeutung: historisch, wissenschaftlich, städtebaulich; wesentliche Begründung: 1.06 geschichtliche Bedeutung aufgrund des Zeugnis- und Schauwertes durch beispielhafte Ausprägung eines Stils und / oder Gebäudetypus; Gruppe gemäß § 3.3 NDSchG; in Gruppe baulicher Anlagen: 457018Gr0004 | 1806                          |                  | 45701800040      |
| weitere Bilder | Kirche (St. Laurentius und St. Vincenz, ev.) | Backemoor Groot Karkweg 12 Flurstück: 031816-006-00163/001 Karte       | Kirche (St. Laurentius und Vincentius, ev.) mit: Orgel; einschiffiger Ziegelbau mit kleiner Ostapsis, 1. Hälfte 13. Jahrhundert; stattlicher spätgotischer Westturm. Blendmaßwerk an den Giebeln. Orgelwerk von Johann Friedrich Wenthin (Emden, 1746–1805); Bedeutung: historisch, künstlerisch, wissenschaftlich, städtebaulich; wesentliche Begründung: 1.04 geschichtliche Bedeutung aufgrund des Zeugnis- und Schauwertes für Kultur- und Geistesgeschichte; konstituierender Bestandteil einer Gruppe gemäß § 3.3 NDSchG; in Gruppe baulicher Anlagen: 457018Gr0004 | 1. Hälfte 13. Jahrhundert     |                  | 457018.00039M001 |
| BW             | Gulfhaus (Gulfhaus)                          | Backemoor Poststraße 2 Flurstück: 031816-013-00060/002 Karte           | Gulfhaus (Gulfhaus) eingeschossiger Wohnteil mit Giebelkamin und Gesimsgliederung. Ende 19. Jahrhundert; Einzeldenkmal gemäß § 3.2 NDSchG | Ende 19. Jahrhundert          |                  | 45701800043      |
| BW             | Gulfhaus (Gulfhaus)                          | Backemoor Spurweg 4 Flurstück: 031816-006-00201/001 Karte              | Gulfhaus (Gulfhaus) eingeschossiger Wohnteil mit Giebelkamin, stallseitig zweimal einspringend. Wandgliederung durch Gesimse und Verdachungen. Im Wirtschaftsgiebel Halbkreisfenster. Datiert 1870; Einzeldenkmal gemäß § 3.2 NDSchG | 1870                          |                  | 45701800045      |

## Burlage
| Bild | Bezeichnung   | Lage                                                           | Beschreibung | Bauzeit | Eingetragen seit | Denkmal- nummer |
| ---- | ------------- | -------------------------------------------------------------- | --- | ------- | ---------------- | --------------- |
| BW   | Schule, ehem. | Burlage Freitagstraße 49 Flurstück: 031823-004-00031/000 Karte | Schule, ehem. Eingeschossiger Ziegelbau. Niedriger Wirtschaftstrakt mit Querdiele. Erbaut um 1915; Einzeldenkmal gemäß § 3.2 NDSchG | um 1915 |                  | 45701800018     |

## Collinghorst
| Bild           | Bezeichnung         | Lage                                                                     | Beschreibung | Bauzeit         | Eingetragen seit | Denkmal- nummer  |
| -------------- | ------------------- | ------------------------------------------------------------------------ | --- | --------------- | ---------------- | ---------------- |
| BW             | Gulfhaus (Gulfhaus) | Collinghorst Backemoorer Straße 27 Flurstück: 031815-001-00143/001 Karte | Gulfhaus (Gulfhaus) eingeschossiger Wohnteil mit Drempel und Giebelkamin. Dreiecksmauerung. Blockrahmenfenster. Wirtschaftsgiebel mit Halbkreisfenstern. Erbaut um 1800; Bedeutung: historisch, wissenschaftlich; wesentliche Begründung: 1.06 geschichtliche Bedeutung aufgrund des Zeugnis- und Schauwertes durch beispielhafte Ausprägung eines Stils und / oder Gebäudetypus; Einzeldenkmal gemäß § 3.2 NDSchG | um 1800         |                  | 457018.00036     |
| weitere Bilder | Kirche, ev.-luth.   | Collinghorst Wispelins Boom 6 Flurstück: 031815-006-00024/000 Karte      | Dreifaltigkeitskirche (Collinghorst), ev.-luth. mit: Friedhof; auf leicht erhöht liegendem Friedhof gelegener einschiffiger Ziegelbau. Erbaut 13. Jahrhundert; polygonaler spätgotischer Chor und wuchtiger Westturm, Ende 15. Jahrhundert; Bedeutung: historisch, wissenschaftlich; wesentliche Begründung: 1.04 geschichtliche Bedeutung aufgrund des Zeugnis- und Schauwertes für Kultur- und Geistesgeschichte; konstituierender Bestandteil einer Gruppe gemäß § 3.3 NDSchG; in Gruppe baulicher Anlagen: 457018Gr0005 | 13. Jahrhundert |                  | 457018.00046M001 |

## Rhaude
| Bild           | Bezeichnung              | Lage                                                               | Beschreibung | Bauzeit                    | Eingetragen seit | Denkmal- nummer  |
| -------------- | ------------------------ | ------------------------------------------------------------------ | --- | -------------------------- | ---------------- | ---------------- |
| BW             | Kriegerdenkmal           | Rhaude Dorfstraße Flurstück: 031819-004-00017/001 Karte            | Kriegerdenkmal Denkmal für die Gefallenen des Ersten und Zweiten Weltkrieges; Bedeutung: historisch; wesentliche Begründung: 1.01 geschichtliche Bedeutung im Rahmen von Ortsgeschichte; Gruppe gemäß § 3.3 NDSchG; in Gruppe baulicher Anlagen: 457018Gr0003 |                            |                  | 45701800066      |
| BW             | Gulfhaus (Gulfhaus)      | Rhaude Dorfstraße 6 Flurstück: 031819-003-00035/002 Karte          | Gulfhaus (Gulfhaus) eingeschossiger Ziegelbau mit Upkammer und Giebelkamin. Gulfgerüst in Ankerbalkenkonstruktion. 1813; Einzeldenkmal gemäß § 3.2 NDSchG | 1813                       |                  | 45701800031      |
| BW             | Gulfhaus (Gulfhaus)      | Rhaude Dorfstraße 22 Flurstück: 031819-003-00045/001 Karte         | Gulfhaus (Gulfhaus) Durchfahrtsdiele. 1 ⁄2-geschossiger Wohnteil mit Gesimsen, Ecklisenen und Verdachungen. Datiert 1881; Einzeldenkmal gemäß § 3.2 NDSchG | 1881                       |                  | 45701800032      |
| BW             | Wohnhaus (Pfarrhaus)     | Rhaude Dorfstraße 40 Flurstück: 031819-005-00017/000 Karte         | Wohnhaus (Pfarrhaus) mit: Nebengebäude; Bedeutung: historisch, wissenschaftlich, städtebaulich; wesentliche Begründung: 1.06 geschichtliche Bedeutung aufgrund des Zeugnis- und Schauwertes durch beispielhafte Ausprägung eines Stils und / oder Gebäudetypus; konstituierender Bestandteil einer Gruppe gemäß § 3.3 NDSchG; in Gruppe baulicher Anlagen: 457018Gr0003 |                            | 8. April 1987    | 457018.00063M001 |
| Glockenturm    | Glockenturm              | Rhaude Dorfstraße 46 Flurstück: 031819-004-00029/001 Karte         | Glockenturm Ziegelbau mit rundbogiger Durchfahrt, erbaut 14. Jahrhundert; Bedeutung: historisch, wissenschaftlich, städtebaulich; wesentliche Begründung: 1.06 geschichtliche Bedeutung aufgrund des Zeugnis- und Schauwertes durch beispielhafte Ausprägung eines Stils und / oder Gebäudetypus; Gruppe gemäß § 3.3 NDSchG; in Gruppe baulicher Anlagen: 457018Gr0003 | 14. Jahrhundert            |                  | 45701800034      |
| weitere Bilder | Kirche, ev.              | Rhaude Dorfstraße 48 Flurstück: 031819-004-00029/001 Karte         | Rhauder Kirche, ev. mit: Friedhof, Grabsteine; Saalkirche aus Backstein frühes 14. Jahrhundert, mit eingezogenem polygonalem Chor des 15. Jahrhunderts, Westwand und westlicher Vorbau 20. Jahrhundert; Bedeutung: historisch, künstlerisch, wissenschaftlich, städtebaulich; wesentliche Begründung: 1.04 geschichtliche Bedeutung aufgrund des Zeugnis- und Schauwertes für Kultur- und Geistesgeschichte; konstituierender Bestandteil einer Gruppe gemäß § 3.3 NDSchG; in Gruppe baulicher Anlagen: 457018Gr0003 | frühes 14. Jahrhundert     |                  | 457018.00033M001 |
| BW             | Schule, ehem.            | Rhaude Dorfstraße 50 Flurstück: 031819-004-00033/003 Karte         | Schule, ehem. Bedeutung: historisch, wissenschaftlich, städtebaulich; wesentliche Begründung: 1.06 geschichtliche Bedeutung aufgrund des Zeugnis- und Schauwertes durch beispielhafte Ausprägung eines Stils und / oder Gebäudetypus; Gruppe gemäß § 3.3 NDSchG; in Gruppe baulicher Anlagen: 457018Gr0003 |                            | 28. Mai 1984     | 45701800062      |
| BW             | Gasthaus (Marienheil)    | Rhaude Hoher Weg 1 Flurstück: 031819-003-00021/003 Karte           | Gasthaus (Marienheil) mit: Saalanbau; eingeschossiger Ziegelbau unter Krüppelwalm. Blockrahmenfenster. Mittige, gerahmte Eingangstür an der Straßentraufseite. Erbaut Mitte 19. Jahrhundert, Saalanbau von 1903; Bedeutung: historisch, wissenschaftlich; wesentliche Begründung: 1.06 geschichtliche Bedeutung aufgrund des Zeugnis- und Schauwertes durch beispielhafte Ausprägung eines Stils und / oder Gebäudetypus; Einzeldenkmal gemäß § 3.2 NDSchG                                                           | Mitte 19. Jahrhundert/1903 |                  | 457018.00030M001 |
| BW             | Wohn-/Wirtschaftsgebäude | Rhaude Osterhörner Straße 12 Flurstück: 031819-005-00058/001 Karte | Wohn-/Wirtschaftsgebäude eingeschossiger Ziegelbau mit Drempel. Wohnteil durch Gesimse und Lisenen gegliedert. Segmentbogige Fenster unter leichten Verdachungen. Erbaut 2. Hälfte 19. Jahrhundert; Einzeldenkmal gemäß § 3.2 NDSchG | 2. Hälfte 19. Jahrhundert  |                  | 45701800081      |

## Rhaudermoor
| Bild | Bezeichnung         | Lage                                                           | Beschreibung | Bauzeit              | Eingetragen seit | Denkmal- nummer  |
| ---- | ------------------- | -------------------------------------------------------------- | --- | -------------------- | ---------------- | ---------------- |
| BW   | Gulfhaus (Gulfhaus) | Rhaudermoor Batzenweg 32 Flurstück: 031820-002-00115/000 Karte | Gulfhaus (Gulfhaus) Kleines Gulfhaus. Eingeschossiger Ziegelbau, stallseitig zweimal einspringend. Traufgesims und Verdachungen. Südlich kleines Zwerchhaus. Erbaut Ende 19. Jahrhundert; Einzeldenkmal gemäß § 3.2 NDSchG | Ende 19. Jahrhundert |                  | 45701800025      |
| BW   | Wohnhaus            | Rhaudermoor Neuer Weg 29 Flurstück: 031820-003-00413/141 Karte | Wohnhaus eingeschossiger Ziegelbau, traufständig zur Straße. Gebäude durch Gesimse und profilierte Putzrahmungen der EG-Fenster gegliedert. Fenster und Tür aus der Bauzeit. Um 1910; Einzeldenkmal gemäß § 3.2 NDSchG | um 1910              |                  | 45701800080      |
| BW   | Backhaus            | Rhaudermoor Neuer Weg 64 Flurstück: 031820-003-00619/000 Karte | Backhaus Südlich des Gulfhauses kleines Backhaus aus Ziegelmauerwerk unter Satteldach. Ende 19. Jahrhundert; Bedeutung: historisch, wissenschaftlich; wesentliche Begründung: 1.06 geschichtliche Bedeutung aufgrund des Zeugnis- und Schauwertes durch beispielhafte Ausprägung eines Stils und / oder Gebäudetypus; Gruppe gemäß § 3.3 NDSchG; in Gruppe baulicher Anlagen: 457018Gr0002                                                   | Ende 19. Jahrhundert |                  | 45701800028      |
| BW   | Gulfhaus (Gulfhaus) | Rhaudermoor Neuer Weg 64 Flurstück: 031820-003-00619/000 Karte | Gulfhaus (Gulfhaus) Großes Gulfhaus. 1 ⁄2-geschossiger Wohnteil, stallseitig zweimal einspringend. Ecklisenen, Gesimse und Verdachungen. Ende 19. Jahrhundert; Bedeutung: historisch, wissenschaftlich; wesentliche Begründung: 1.06 geschichtliche Bedeutung aufgrund des Zeugnis- und Schauwertes durch beispielhafte Ausprägung eines Stils und / oder Gebäudetypus; Gruppe gemäß § 3.3 NDSchG; in Gruppe baulicher Anlagen: 457018Gr0002 | Ende 19. Jahrhundert |                  | 45701800048      |
| BW   | Gulfhaus (Gulfhaus) | Rhaudermoor Neuer Weg 65 Flurstück: 031820-003-00165/006 Karte | Gulfhaus (Gulfhaus) mit: Backhaus; kleines Gulfhaus. Eingeschossiger Ziegelbau, stallseitig mit Zwerchhaus. Gliederung durch Ortganggesimse und Keilsteine. Um 1905; Bedeutung: historisch, wissenschaftlich; wesentliche Begründung: 1.06 geschichtliche Bedeutung aufgrund des Zeugnis- und Schauwertes durch beispielhafte Ausprägung eines Stils und / oder Gebäudetypus; Einzeldenkmal gemäß § 3.2 NDSchG                               | um 1905              |                  | 457018.00026M001 |

## Schatteburg
| Bild | Bezeichnung                | Lage                                                                      | Beschreibung | Bauzeit      | Eingetragen seit | Denkmal- nummer |
| ---- | -------------------------- | ------------------------------------------------------------------------- | --- | ------------ | ---------------- | --------------- |
| BW   | Gulfhaus, ehem. (Gulfhaus) | Schatteburg Schatteburger Straße 85 Flurstück: 031817-006-00013/001 Karte | Gulfhaus, ehem. (Gulfhaus) Ehemaliger Wohnteil des Gulfhauses. 1 ⁄2-geschossiger Ziegelbau mit Upkammer und Giebelkamin. Gliederung durch Traufgesimse und Blockrahmenfenster. Erbaut um 1860/1870. Wirtschaftsteil 1995 abgebrochen; Bedeutung: historisch, wissenschaftlich; wesentliche Begründung: 1.06 geschichtliche Bedeutung aufgrund des Zeugnis- und Schauwertes durch beispielhafte Ausprägung eines Stils und / oder Gebäudetypus; Einzeldenkmal gemäß § 3.2 NDSchG | um 1860/1870 |                  | 457018.00035    |

## Westrhauderfehn
| Bild           | Bezeichnung                               | Lage                                                                  | Beschreibung | Bauzeit                   | Eingetragen seit | Denkmal- nummer  |
| -------------- | ----------------------------------------- | --------------------------------------------------------------------- | --- | ------------------------- | ---------------- | ---------------- |
| BW             | Kriegerdenkmal                            | Westrhauderfehn 1. Südwieke Flurstück: 031821-003-00123/002 Karte     | Kriegerdenkmal Denkmal im Nordosten der Anlage. Aus verschieden großen Feldsteinen aufgemauertes Denkmal für die Gefallenen des Ersten und Zweiten Weltkrieges; Bedeutung: historisch; wesentliche Begründung: 1.01 geschichtliche Bedeutung im Rahmen von Ortsgeschichte; Gruppe gemäß § 3.3 NDSchG; in Gruppe baulicher Anlagen: 457018Gr0008 |                           |                  | 45701800073      |
| BW             | Kriegerdenkmal                            | Westrhauderfehn 1. Südwieke Flurstück: 031821-003-00123/002 Karte     | Kriegerdenkmal Denkmal im Südosten der Anlage. Aus Klinkern gemauertes Denkmal mit Inschriftentafeln aus schwarzem, poliertem Naturstein. Für die Gefallenen Soldaten der Marine; Bedeutung: historisch; wesentliche Begründung: 1.01 geschichtliche Bedeutung im Rahmen von Ortsgeschichte; konstituierender Bestandteil einer Gruppe gemäß § 3.3 NDSchG; in Gruppe baulicher Anlagen: 457018Gr0008                                                        |                           |                  | 457018.00074     |
| BW             | Kriegerdenkmal                            | Westrhauderfehn 1. Südwieke Flurstück: 031821-003-00123/002 Karte     | Kriegerdenkmal Denkmal im Westen der Anlage aus Sandsteintafeln, die mittlere erhöht mit Schifferrelief; über der Tafel Sandsteinkreuz. Inschriften der Gefallenen des Ersten Weltkrieges; Bedeutung: historisch; wesentliche Begründung: 1.01 geschichtliche Bedeutung im Rahmen von Ortsgeschichte; konstituierender Bestandteil einer Gruppe gemäß § 3.3 NDSchG; in Gruppe baulicher Anlagen: 457018Gr0008                                               |                           |                  | 457018.00075     |
| BW             | Schule (Schifferschule, ehem.)            | Westrhauderfehn 1. Südwieke 7 Flurstück: 031821-017-00008/016 Karte   | Schule (Schifferschule, ehem.) zweigeschossiger Ziegelbau unter Krüppelwalmdach, ursprünglich wohl Eingang von der Straße Südwieke, heute durch Fenster ersetzt; Einzeldenkmal gemäß § 3.2 NDSchG |                           |                  | 45701800067      |
| BW             | Kapelle (Mennonitenkapelle)               | Westrhauderfehn 1. Südwieke 14 Flurstück: 031821-003-00123/002 Karte  | Kapelle (Mennonitenkapelle) eingeschossiger Ziegelbau mit Drempel. Gliederung durch Ecklisenen, Gesimse und Spitzbogenfenster. Erbaut 2. Hälfte 19. Jahrhundert; Einzeldenkmal gemäß § 3.2 NDSchG | 2. Hälfte 19. Jahrhundert |                  | 45701800021      |
| BW             | Wohnhaus                                  | Westrhauderfehn 1. Südwieke 22 Flurstück: 031821-003-00149/013 Karte  | Wohnhaus mit: Stallanbau; eingeschossiger Ziegelbau mit Drempel. Gliederung durch zum Teil glasierte Gesimse und Brüstungsfelder. Eingangsvorbau und Schwebegiebel aus Holz. Rückwärtig kleiner Stallanbau. 1907; Bedeutung: historisch, wissenschaftlich; wesentliche Begründung: 1.06 geschichtliche Bedeutung aufgrund des Zeugnis- und Schauwertes durch beispielhafte Ausprägung eines Stils und / oder Gebäudetypus; Einzeldenkmal gemäß § 3.2 NDSchG | 1907                      |                  | 457018.00020M001 |
| weitere Bilder | Mühle (Windmühle)                         | Westrhauderfehn 1. Südwieke 207 Flurstück: 031821-007-00178/002 Karte | Mühle (Windmühle) Galerieholländer. Dreigeschossiger oktogonaler Unterbau aus Ziegelmauerwerk, Rumpf und Kappe reetgedeckt. Erbaut 1865/1885; Einzeldenkmal gemäß § 3.2 NDSchG | 1865/1885                 |                  | 45701800014      |
| BW             | Wohn-/Wirtschaftsgebäude                  | Westrhauderfehn 3. Südwieke 102 Flurstück: 031821-013-00274/001 Karte | Wohn-/Wirtschaftsgebäude mit: Nebengebäude; kleiner, gulfhausähnlicher Ziegelbau mit Gesimsen und Fensterverdachungen. Um 1900; südlich kleines Nebengebäude; Bedeutung: historisch, wissenschaftlich; wesentliche Begründung: 1.06 geschichtliche Bedeutung aufgrund des Zeugnis- und Schauwertes durch beispielhafte Ausprägung eines Stils und / oder Gebäudetypus; Einzeldenkmal gemäß § 3.2 NDSchG                                                     | um 1900                   |                  | 457018.00011M001 |
| weitere Bilder | Kirche (St. Bonifatius, kath.)            | Westrhauderfehn Kirchstraße 7 Flurstück: 031821-009-00003/000 Karte   | Kirche (St. Bonifatius, kath.) Einschiffiger Saalbau mit halb integriertem Westturm. Lisenen und Gesimsgliederung. Datiert 1853; Querhaus und Chor jünger; Einzeldenkmal gemäß § 3.2 NDSchG | 1853                      |                  | 45701800017      |
|                | Gulfhaus (Gulfhaus)                       | Westrhauderfehn Langholter Straße 20 Flurstück: 031821-004-00186/009  | Gulfhaus (Gulfhaus) Kleines Gulfhaus. Eingeschossiger Wohnteil mit Giebelkamin, stallseitig zweimal einspringend. Erbaut um 1880; Einzeldenkmal gemäß § 3.2 NDSchG | um 1880                   |                  | 45701800016      |
| weitere Bilder | Villa (Fehnmuseum)                        | Westrhauderfehn Rajen 5 Flurstück: 031821-003-00087/018 Karte         | Villa (Fehnmuseum) eingeschossiger Ziegelbau mit bewegtem Auf- und Grundriss. Aufwendig gegliedert mit zum Teil farblich abgesetzten Gesimsen, Brüstungen, Verdachungen und Schwebegiebel. Dachhäuschen in Zier-FW. 1902; Einzeldenkmal gemäß § 3.2 NDSchG | 1902                      |                  | 45701800022      |
| BW             | Wohnhaus                                  | Westrhauderfehn Rajen 15 Flurstück: 031821-003-00089/012 Karte        | Wohnhaus zweigeschossiger Ziegelbau unter Walmdach zur Straße mit Vorbau. Gebäude durch lisenenartige Scheinquaderungen und durch breites, umlaufendes Geschoßgesims betont. Erbaut um 1925; Einzeldenkmal gemäß § 3.2 NDSchG | um 1925                   |                  | 45701800078      |
| BW             | Wohnhaus                                  | Westrhauderfehn Rajen 25 Flurstück: 031821-003-00094/010 Karte        | Wohnhaus eingeschossiger Ziegelbau unter Satteldach mit Flugsparren. Gebäude durch zahlreiche Ziegelziersetzungen am Straßengiebel betont. Erbaut um 1900; Einzeldenkmal gemäß § 3.2 NDSchG | um 1900                   |                  | 45701800077      |
| BW             | Wohnhaus                                  | Westrhauderfehn Rajen 27 Flurstück: 031821-003-00095/017 Karte        | Wohnhaus eingeschossiger Ziegelbau unter Satteldach mit Flugsparren. Gebäude durch Gesimse und Ziegelziersetzungen gegliedert. Erbaut um 1905; Einzeldenkmal gemäß § 3.2 NDSchG | um 1905                   |                  | 45701800076      |
| BW             | Gulfhaus (Gulfhaus)                       | Westrhauderfehn Rajen 63 Flurstück: 031821-003-00105/020 Karte        | Gulfhaus (Gulfhaus) eingeschossiger Ziegelbau mit Eckkellerstube, stallseitig zweimal einspringend. Datiert 1873; Einzeldenkmal gemäß § 3.2 NDSchG | 1873                      |                  | 45701800019      |
| BW             | Wohn-/Geschäftshaus                       | Westrhauderfehn Untenende 4 Flurstück: 031821-017-00095/000 Karte     | Wohn-/Geschäftshaus eingeschossiger Ziegelbau, traufständig zur Straße. Gebäude durch Mittelrisalit betont. Rechts und links des Risalits die originalen leicht vorgebauten Schaufenster. Um 1905; Einzeldenkmal gemäß § 3.2 NDSchG | um 1905                   |                  | 45701800079      |
| weitere Bilder | Kirche, ev.-luth.                         | Westrhauderfehn Untenende 5 Flurstück: 031821-014-00006/013 Karte     | Kirche, ev.-luth. Hoffnungskirche (Westrhauderfehn), einschiffiger Saalbau in Ziegelmauerwerk. Mittiger Eingangsrisalit und kräftige Gesimse, verputzt. Datiert 1848; jüngerer Westturm mit oktogonalem Aufsatz in neugotischen Formen; Einzeldenkmal gemäß § 3.2 NDSchG | 1848                      |                  | 45701800023      |
| BW             | Postgebäude, ehem. (Kaiserliches Postamt) | Westrhauderfehn Untenende 9 Flurstück: 031821-014-00012/008 Karte     | Postgebäude, ehem. (Kaiserliches Postamt) zweigeschossiger historisierender Backsteinbau mit neugotischen Elementen und asymmetrischer Fassadengestaltung, Eckrisalit mit Giebelaufsatz bekrönt. Datiert CPG 1905; Einzeldenkmal gemäß § 3.2 NDSchG | 1905                      |                  | 45701800050      |
| BW             | Wohnhaus                                  | Westrhauderfehn Untenende 39 Flurstück: 031821-015-00051/000 Karte    | Wohnhaus eingeschossiger, giebelständiger Ziegelbau. Ziergiebel mit Blenden aus gelben Ziegeln in Neurenaissanceformen. Fassade wohl von der hannoverschen Bauschule beeinflusst. Gebäude errichtet 1895; Einzeldenkmal gemäß § 3.2 NDSchG | 1895                      |                  | 45701800058      |
| BW             | Wohnhaus                                  | Westrhauderfehn Untenende 70 Flurstück: 031821-019-00002/004 Karte    | Wohnhaus eingeschossiger Ziegelbau in der Art eines Fehntjerhauses. Gliederung durch Gesimse. Fensterbänke, Brüstungen und Keilsteine. Um 1905; Bedeutung: historisch, wissenschaftlich; wesentliche Begründung: 1.06 geschichtliche Bedeutung aufgrund des Zeugnis- und Schauwertes durch beispielhafte Ausprägung eines Stils und / oder Gebäudetypus; Einzeldenkmal gemäß § 3.2 NDSchG                                                                   | um 1905                   |                  | 457018.00015     |
| BW             | Schmiede                                  | Westrhauderfehn Untenende 78 Flurstück: - Karte                       | Schmiede Umsetzung der Schmiede Brunsema in das Fehn- und Schiffahrtsmuseum Westrhauderfehn (Rajen 5). Abbruch am alten Standort gemäß § 7 genehmigt und vollzogen; Bedeutung: historisch, wissenschaftlich; wesentliche Begründung: 1.06 geschichtliche Bedeutung aufgrund des Zeugnis- und Schauwertes durch beispielhafte Ausprägung eines Stils und / oder Gebäudetypus; Einzeldenkmal gemäß § 3.2 NDSchG                                               |                           |                  | 457018.00060     |